# 阿穆爾—雅庫茨克鐵路

俄羅斯主要鐵路線地圖，西伯利亞鐵路以紅色顯示，貝加爾－阿穆爾鐵路以綠色顯示，阿穆爾－雅庫茨克鐵路以橙色顯示

62°02′42″N 129°43′48″E / 62.045°N 129.730°E
阿穆爾－雅庫茨克鐵路（羅馬化：Amuro-Yakutskaya Magistral），是俄羅斯東部一條部分完成的鐵路，連接西伯利亞鐵路和薩哈共和國的貝加爾－阿穆爾鐵路。如果从西伯利亚铁路的斯科沃罗季诺算起直到下别斯佳赫站，阿穆尔-雅库茨克铁路长1239公里。
此線的客運列車由滕達直達下别斯佳赫，雅庫茨克河對岸。2011年11月，鐵路興建至下别斯佳赫。最後一部是將鐵路通過公鐵兩用橋連接至城市內，橋樑建於雅庫茨克河流較窄的上游。
途經下貝斯察赫的鐵路是長期計劃中通往馬加丹甚至白令海峽通道的起點。

## 历史

线站图

斯科沃罗季诺附近的西伯利亚铁路Bamovskaya站至滕达的线路，称为小贝阿铁路，长180 km，1933年至1935年建设通车。1942年拆除铁轨运往前线。1972年4月5日开始重建。1976年11月临时运营。1977年10月正式运营。并继续向北延申筑路。1979年10月通车至别尔卡基特，后扩展至涅留恩格里。
1989年开始，铁路继续向雅库茨克延申修筑，从原有的终点涅留恩格里货运站通车至几公里外的丘利曼。逐步通车到阿尔丹、托莫特，先开通货运若干年后再开通客运。2004年8月24日，正式开通滕达至托莫特的每日客运列车，368千米运行8小时。跨400米宽的阿尔丹河的铁路桥早在1990年代就已经建成，并继续向北修筑了60km。
2005年恢复建设。2007年初通车至哈尔贝坎（Kharbykan）。货运业务开通至阿姆加。2009年初筑路至勒拿河两岸的双子城波克罗夫斯克/基奥尔焦姆，距离雅库茨克78km。2010年9月25日基奥尔焦姆通车。
2011年11月15日，铁路延伸至下别斯佳赫。2019年7月27日，客运列车通车至下别斯佳赫。